# Скіту (Джурджу)
Скіту (рум. Schitu) — село у повіті Джурджу в Румунії. Входить до складу комуни Скіту.
Село розташоване на відстані 38 км на південний захід від Бухареста, 28 км на північ від Джурджу.

## Населення
За даними перепису населення 2002 року у селі проживали 333 особи, усі — румуни. Рідною мовою 332 особи (99,7%) назвали румунську.